# صوماليلاندريون
الصوماليلاندر أو الصوماليلانديون هم مجموعة عرقية مختلطة تسكن بجمهورية صوماليلاند (أرض الصومال) التي تحاول الانفصال عن الصومال شمال القرن الإفريقي.
يتراوح عدد الصوماليلانديين بين 3,5 إلى 4 ملايين نسمة، وهم غالباً مجتمع قبلي حيث ينقسمون إلى قبائل. نزح عدد كبير منهم بعد حرب الإبادة التي شنها نظام سياد بري على شمال الصومال في نهاية الثمانينيات إلى إثيوبيا ومنها هاجروا إلى أوروبا وأمريكا الشمالية وأستراليا إضافة إلى بلدان الشرق الأوسط.
يدين الصوماليلانديون بالإسلام ويتكلمون باللغة الصومالية والعربية.